# شاهین‌لر (تاش‌اوا)
شاهین‌لر (به لاتین: Şahinler) یک منطقهٔ مسکونی در ترکیه است که در تاشوا واقع شده‌است.